# 語り継がれる戦争の記憶
『語り継がれる戦争の記憶』（かたりつがれるせんそうのきおく）は、横山秀夫脚本、三枝義浩作画による日本の漫画の連作シリーズ。『週刊少年マガジン』（講談社）において、1995年24号（4月26日）から1997年7号（1月28日）にかけて掲載された。全6話（各話は前編・後編の2編構成）から成り、それぞれ、戦中（主に太平洋戦争末期）から戦後にかけてを生き抜いた実在の日本人が主人公として描かれている。
作画担当の三枝は1990年代から、チェルノブイリ原子力発電所事故やAIDSなど、実在の出来事をもとにした漫画で評判を得ており、その流れを汲んで編集部によってシリーズ企画として描かれたものとも見られている。中でも、原子爆弾の悲惨さを伝えて生きた沼田鈴子を描いた『ヒロシマの証言者』、シベリア抑留に遭いながらも希望を捨てずに生き続けた山本幡男を描いた『収容所から来た遺書』は、ともに戦後の悲劇を語った作品だが、悲劇自体よりもむしろ、主人公によって人々の心が動かされ、気持ちが通い合い、主人公の個人の悲劇が多くの人々へと共有されるといった感動が評価されている。しかし中高生の読者には恵まれず、長期シリーズとはならずに終わった。
脚本担当の横山は本作の制作にあたって日本各地を取材するうちに、組織の中で個人が生きることについて熟考しており、後に警察など組織対個人をテーマとした作品群を描くための原典となったと語っている。また、『ヒロシマの証言者』『出口のない海』は横山自身の手による小説版が刊行されており、『ヒロシマの証言者』は児童書として漫画掲載と同時に刊行された。『出口のない海』は「マガジン・ノベルス・ドキュメント」として、少年マガジンのノベルス枠から刊行後、2004年に一般向け作品へ全面改稿。2006年には映画化されている。

## 作品一覧
| # | タイトル                                        | 掲載号                | 主人公     |
| - | ----------------------------------------------- | --------------------- | ---------- |
| 1 | ヒロシマの証言者 被爆青桐の下で                 | 1995年24号、26号      | 沼田鈴子   |
| 2 | 出口のない海 回天特別攻撃隊の悲劇               | 1995年39号、40号      | 横田寛     |
| 3 | 白旗の誓い 血戦ルソン島・不戦を決意した兵士     | 1996年10号、11号      | 小島清文   |
| 4 | 祖国への進軍 ある日系米兵の沖縄戦               | 1997年5・6合併号、7号 | 比嘉武二郎 |
| 5 | 戦火の約束 戦争記録画に秘められた絵描き兵の執念 | 1997年28号、29号      | 滝口岩夫   |
| 6 | 収容所（ラーゲリ）から来た遺書                  | 1997年50号、51号      | 山本幡男   |